# ASUW Shell House
A Associated Students of the University of Washington (ASUW) Shell House, também conhecida como UW Canoe House, é um edifício histórico do campus da Universidade de Washington em Seattle, Washington. O prédio foi construído em 1918 como um hangar de hidroaviões da Marinha durante a Primeira Guerra Mundial. Mais tarde, foi usado como uma casa de barcos para a equipe masculina de remo da Universidade de Washington de 1920 a 1949, e um espaço para aluguel de canoas até 1975. O prédio está localizado a nordeste de Montlake Cut na baía Union.
A casa de barcos foi a sede da famosa equipe de remo masculino da Universidade de Washington, ganhadora da medalha de ouro olímpica de 1936, até a transferência do programa de remo para as instalações da Conibear Shellhouse em 1949. Está listada no Registro Nacional de Lugares Históricos.
Em 2018, a UW Recreation começou a fazer campanha para uma restauração de US$ 13 milhões da antiga casa de barcos para lançar luz sobre sua história e enriquecer a orla marítima.

## História
O edifício original foi construído em 1918. Depois que os Estados Unidos entraram na Primeira Guerra Mundial em 1917, a Universidade de Washington concedeu ao governo acesso às instalações do seu campus para treinamento e armazenamento naval dos Estados Unidos. O hangar da Marinha era uma estrutura de madeira de aproximadamente 10.500 pés quadrados. No entanto, o uso naval do edifício durou pouco devido ao fim da guerra naquele ano, e a Marinha cedeu a propriedade do hangar à universidade.
Em vez de demolir o hangar, a Universidade optou por reaproveitar o prédio como ASUW Shell House. A conveniente localização à beira-mar da Shell House era perfeita para armazenar e transportar os barcos de remo da equipe para competições e treinos no Lago Washington.
A Shell House também foi parcialmente transformada em oficina para George Yeomans Pocock, o renomado construtor de barcos que anteriormente construiu pontões para a Boeing. Pocock construiu barcos de corrida neste local até 1949. Seus projetos foram encomendados por equipes universitárias de todo o país.

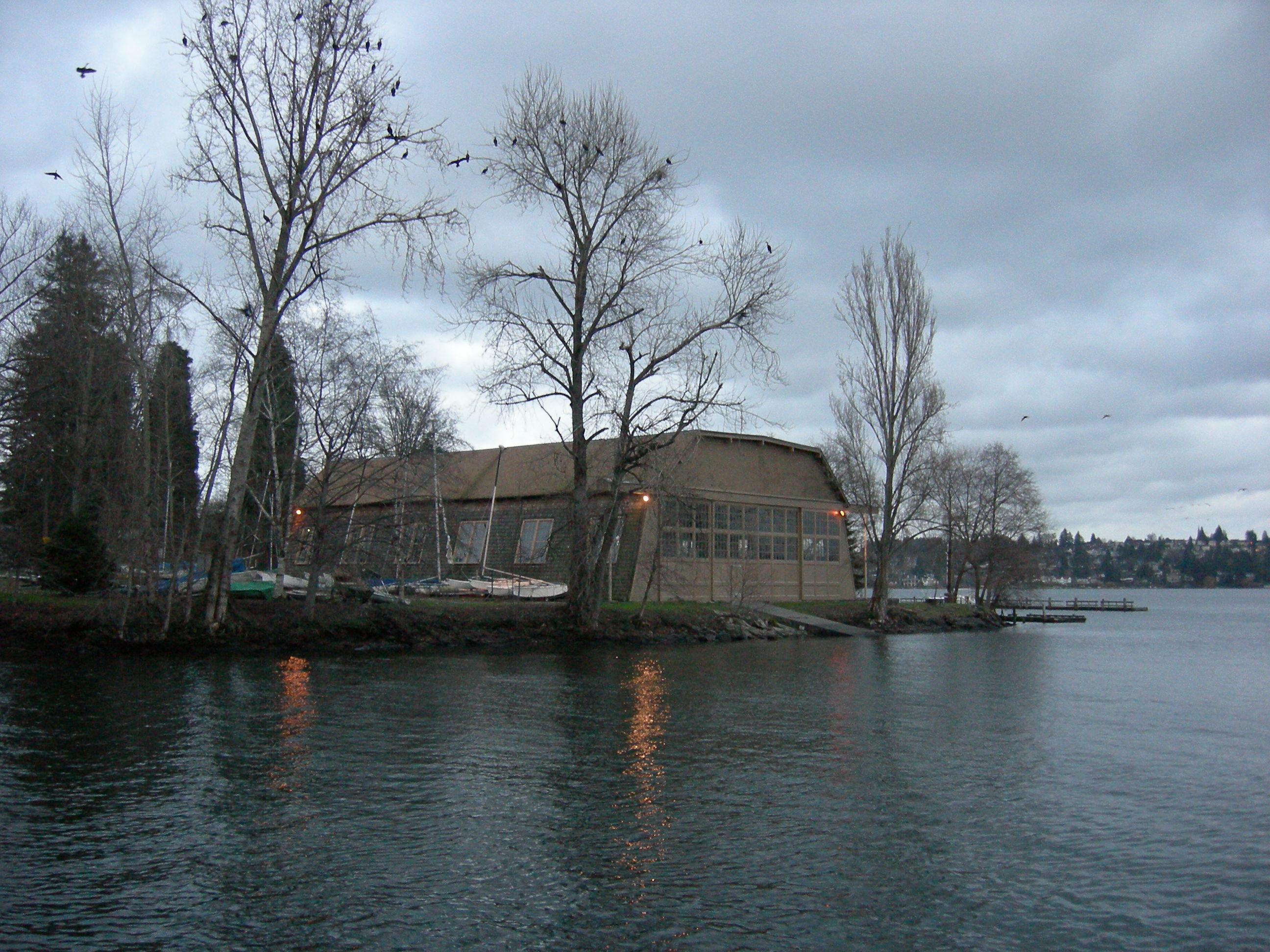
Vista a partir de Montlake Cut

Os oito atletas da equipe universitária masculina da Universidade de Washington ganharam a medalha de ouro nos Jogos Olímpicos de Verão de 1936 em Berlim. Esse feito é detalhado no romance de Daniel James Brown, The Boys in the Boat, que inclui informações sobre o uso pela equipe dos barcos de Pocock, construídos na ASUW Shell House.

### UW Canoe House
Em 1949, a equipe de remo da Universidade de Washington transferiu suas operações para a recém-construída Conibear Shellhouse. A ASUW Shell House tornou-se Canoe House após as reformas no interior. George e Cora Leis operaram o espaço de aluguel de canoas até 1956; permaneceu como uma opção de aluguel para afiliados da Universidade até 1972.
Em 1958, o Clube de Remo do Lago Washington começou a usar a Canoe House para armazenar seus barcos. Seis anos depois, George Pocock transferiu seu negócio para fora do campus e, em 1969, o recém-reativado programa de remo feminino da Universidade de Washington assumiu o controle da Shell House.
Em 1974 e novamente em 2018, a antiga Shell House foi designada como um marco pelo Conselho de Preservação de Marcos de Seattle. Também foi listada no Registro Nacional de Lugares Históricos em 1975.
Depois que o aluguel de canoas foi transferido para o Centro de Atividades Beira-mar em 1976, o prédio ficou inativo e sem uso. Somente com o lançamento de The Boys in the Boat e uma campanha do departamento de recreação da universidade em 2018 é que a Shell House foi reconhecida pelo público por sua rica história. Atualmente a Universidade de Washington oferece passeios "Garotos de '36" tanto na ASUW Shell House quanto na Conibear Shellhouse.
A Universidade iniciou seus esforços para renovar a ASUW Shell House até 2021 e "trazer a atenção há muito esperada para a orla marítima."